# Resolució 1574 del Consell de Seguretat de les Nacions Unides
La Resolució 1574 del Consell de Seguretat de les Nacions Unides fou adoptada per unanimitat després de la trobada a Nairobi el 19 de novembre de 2004. Després de recordar les resolucions 1547 (2004), 1556 (2004) i 1564 (2004), el Consell va acollir amb beneplàcit els esforços polítics per resoldre els conflictes al Sudan i va reiterar la seva disposició a establir una missió de suport a la implementació d'un Acord de Pau Complet.
La resolució va ser aprovada en la primera reunió del Consell de Seguretat en 14 anys que se celebrarà fora de la seu de la ciutat de Nova York; va ser la quarta reunió celebrada fora de la seu des de 1952.

## Resolució

### Observacions
En el preàmbul de la resolució, el Consell de Seguretat va recordar que el 5 de juny de 2004, les parts en el conflicte del Sudan van signar una declaració d'acord amb sis protocols signats entre el govern del Sudan i l'Exèrcit d'Alliberament Popular de Sudan/ Moviment (SPLA/M). Es va instar a les parts a que concloguessin un acord de pau el més aviat possible.
Mentrestant, el Consell es va preocupar per la creixent inseguretat i la violència al Darfur, les violacions dels drets humans i de l'alto el foc. El govern i els grups rebels que participaven en el conflicte a la regió van ser cridats a respectar els drets humans, tot i que es va subratllar que el govern sudanès era el responsable de protegir la seva gent.

### Actes
Tant el govern sudanès com el SPLA/M van ser encoratjats a fer més esforços cap a un acord de pau concloent, després del qual s'establirà una operació de manteniment de la pau per controlar i donar suport a la seva implementació. Al mateix temps, el mandat de la Missió Avançada de les Nacions Unides al Sudan (UNAMIS) es va estendre durant tres mesos fins al 10 de març de 2005 i el Consell preparava els seus treballs preparatoris. Es va convocar el lliurament d'ajuda humanitària a la regió.
La resolució també va exigir que el govern, les forces rebels i tots els grups armats acabessin immediatament totes les violències i atacs i facilitessin la seguretat del personal humanitari al Darfur. Va donar suport a la decisió de la Unió Africana d'expandir la seva missió al Darfur fins a 3.320 persones.
Adjunt a l'annex de la Resolució 1574 es va realitzar una declaració sobre la celebració de negociacions dirigides per l'Autoritat Intergovernamental per al Desenvolupament.